# Prairie (Washington)
Prairie az Amerikai Egyesült Államok északnyugati részén, Washington állam Skagit megyéjében elhelyezkedő önkormányzat nélküli település.
Prairie postahivatala 1884 és 1925 között működött. A település nevét a közeli prériről kapta.

## Fordítás
- Ez a szócikk részben vagy egészben  a   Prairie, Washington című angol Wikipédia-szócikk ezen változatának fordításán alapul.  Az eredeti cikk szerkesztőit annak laptörténete sorolja fel. Ez a jelzés csupán a megfogalmazás eredetét és a szerzői jogokat jelzi, nem szolgál a cikkben szereplő információk forrásmegjelöléseként.